# Lars Hermann
Lars Hermann, född januari 1962,  är en dansk filmproducent. Hermann arbetade inledningsvis inom rederiföretaget A.P. Møller-Mærsk i tio år, och studerade därefter till procent vid Den Danske Filmskole, där han tog examen 1995. Han har därefter producerat filmer och haft ledande befattningar vid Det Danske Filminstitut och Nordisk Film.

## Producent
- 2001 - Så vit som en snö
- 1998 - Olsen-bandens sidste stik
- 1997 - Ørnens øje
- 1996 - Krystalbarnet